# Danny Brough
Pour les articles homonymes, voir Brough.

a Compétitions nationales et continentales officielles uniquement.

b Matchs officiels uniquement.
Daniel Brough dit Danny Brough, né le 15 janvier 1983 à Dewsbury (Angleterre), est un joueur de rugby à XIII anglais d'origine écossaise évoluant au poste de demi de mêlée ou demi d'ouverture dans les années 2000 et 2010. 
Après des débuts à Dewsbury puis à York City, il rejoint Hull FC en Super League avec lequel il remporte la Challenge Cup en 2005 et quitte courant 2006 le club pour Castleford Tigers. Il connaît une relégation en Championship avant de remporter cette Championship en 2007. À partir de 2008, il se trouve durant deux saisons à Wakefield en Super League puis s'engage en 2010 à Huddersfield. En 2019, il fait son retour à Wakefield.
Anglais, c'est pourtant avec l'Écosse qu'il effectue sa carrière internationale car il ne fut jamais convoqué en équipe d'Angleterre hormis lors d'un évènement lié à la Super League en 2012. Il dispute avec l'Écosse trois éditions de Coupe du monde en 2008, 2013 et 2017, et remporte la Coupe d'Europe en 2014.

## Biographie

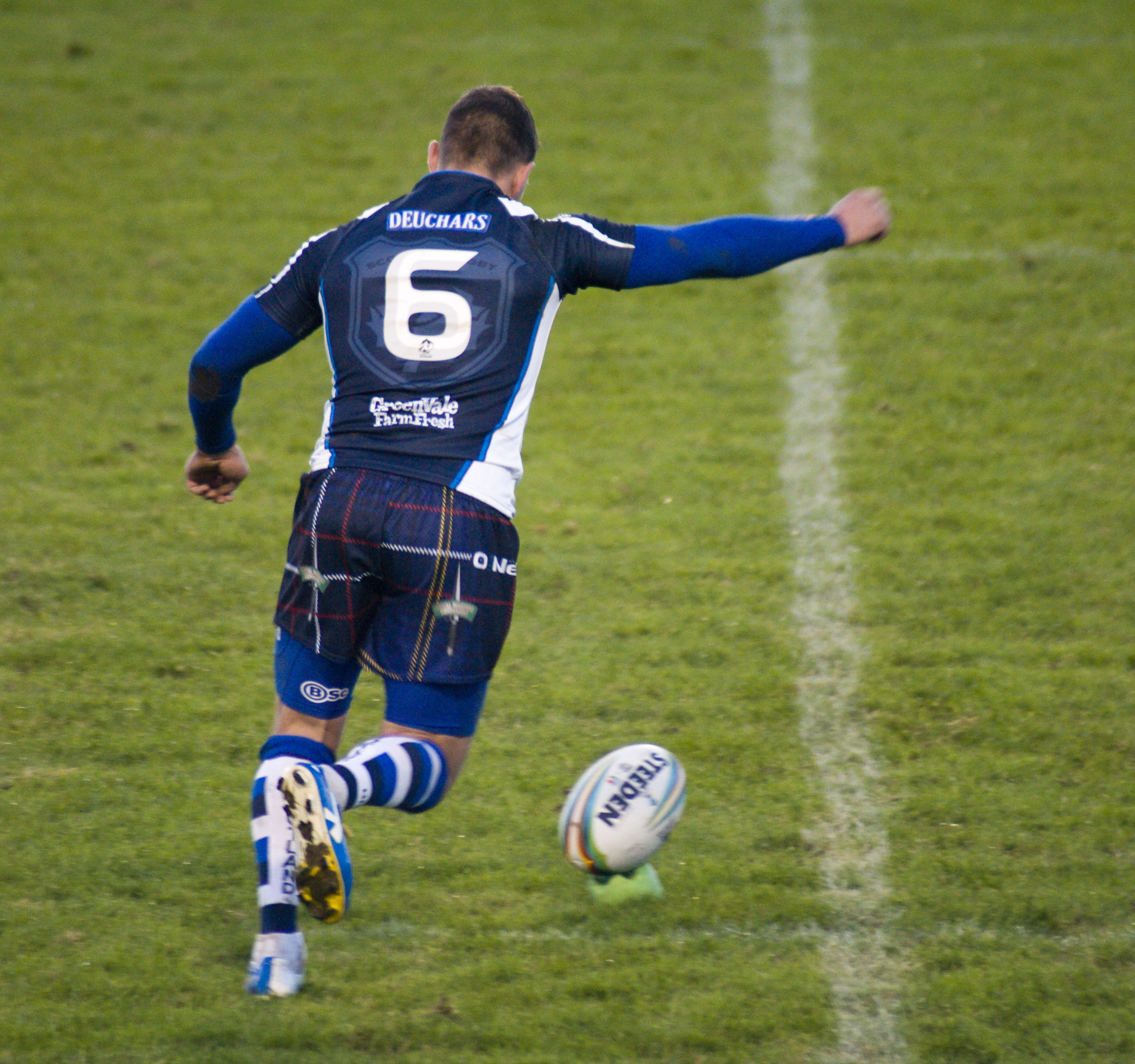

Après des débuts à Dewsbury en Championship où il vit une relégation, il rejoint York City en National League Two (troisième division anglaise) et y dispute un quart de finale de Challenge Cup en 2004 battu par Huddersfield 12-50, il rate en 2004 une promotion en National League 1 à la suite d'une défaite 30-34 contre Halifax.
En 2005, il est recruté par le club de Super League Hull FC. La première saison en 2005 lui permet de disputer vingt-trois rencontres de Super League alternativement sur des postes de demi de mêlée et de talonneur aux côtés de Richard Horne et Richard Swain, et surtout remporte la Challenge Cup au poste de demi de mêlée 25-24 contre Leeds où il y inscrit quatre transformations et un drop. Bien que grand artisan de ce succès, le titre de meilleur joueur de la finale lui échappe au profit de Kevin Sinfield. La seconde saison est plus compliquée pour Brough qui se voit cantonner dans le rôle de remplaçant et demande à être transféré. En cours de saison, il rejoint Castleford et y termine la saison 2006 en étant relégué et donc en ne prenant part au parcours d'Hull FC jusqu'en finale de Super League. En 2007 en National League 1, Castleford remporte le titre et le droit de remonter en Super League.
En 2008, après une saison et demie à Castleford, Brough s'engage avec Wakefield Trinity, équipe de milieu de tableau de Super League. Sa première saison est d'un point de vue personnel une grande réussite au point de remporter l'Albert Goldthorpe Medal et d'atteindre la demi finale de Challenge Cup perdue 24-32 contre Hull FC. En 2009, Wakefield termine cinquième de Super League et joue la phase finale, mais est défaite au premier tour à domicile par les Dragons Catalans 16-25. Il débute avec Wakefield la saison 2010 mais en mars il rejoint Huddersfield.
Il reste dans ce club plus de dix années et y remporte la saison régulière de Super League en 2013, dispute à trois reprises une demi-finale de Super League (2010, 2013 et 2015) ainsi qu'une demi-finale de Challenge Cup en 2012. Il est régulièrement cité comme l'un des meilleurs joueurs du Super League, remportant notamment le Man of Steel en 2013 et l'Albert Goldthorpe Medal à deux reprises en 2013 et 2014, et enfin en figurant dans l'équipe type de la Super League en 2013 et 2015.

### Carrière internationale
Anglais, il a pu revêtir le maillot de l'Écosse en raison de son grand-père écossais. Il devient avec la sélection l'un des cadres, disputant trois Coupes du monde en 2008, 2013 et 2017, toutes en tant que capitaine. Toutefois, en 2017, il est viré de l'équipe d'Écosse après deux rencontres à la suite d'une conduite extra-sportive au même titre que Johnny Walker et Sam Brooks où tous trois se sont vus refuser l'accès à un avion en raison de leurs états d'ébriété. Brough formule des excuses à son retour, mais la fédération écossaise décide de mettre un terme à la carrière internationale de Brough en mai 2018.
Bien qu'il ait clamé son envie de jouer pour l'Angleterre et en raison du manque d'opportunités de jouer de grands matchs avec l'Écosse, jamais l'Angleterre n'a fait appel à lui hormis lors de l'évènement « International Origin series » dans le cadre de la Super League en 2012 contre les « Exiles ». Toutefois, il remporte avec l'Écosse la Coupe d'Europe des nations 2014, il s'agit du premier titre de la sélection écossaise.

## Palmarès

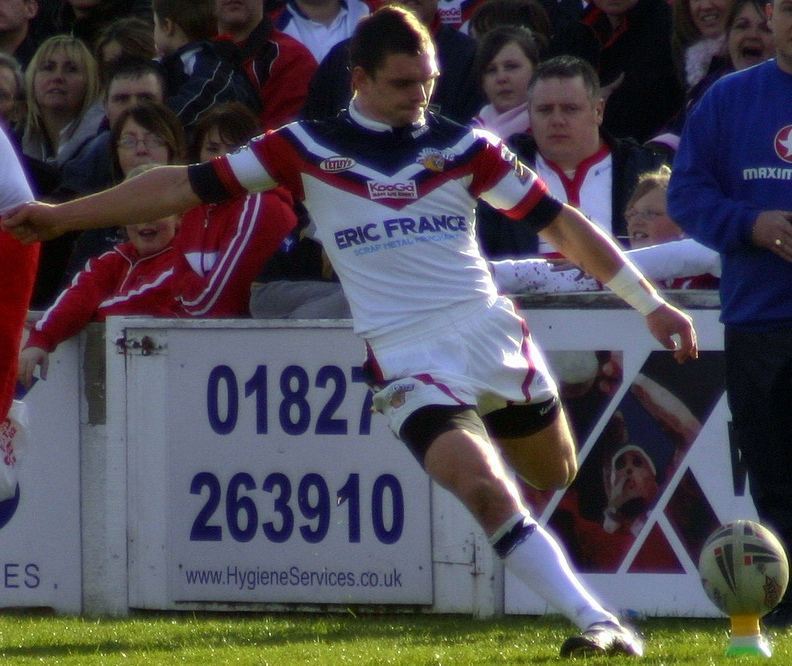

### Collectif
- Vainqueur de la Coupe d'Europe : 2014 (Écosse).
- Vainqueur de la Challenge Cup : 2005 (Hull FC).
- Vainqueur du Championship : 2007 (Castleford).
- Finaliste de la Super League : 2006[3] (Hull FC).

### Individuel
- Élu meilleur joueur de la Super League : 2013 (Huddersfield).
- Albert Goldthorpe Medal : 2008 (Wakefield), 2013 et 2014 (Huddersfield).
- Nommé dans l'équipe type de Super League : 2013 et 2015 (Huddersfield)

## Détails

### Détails en sélection
| Matchs internationaux de Danny Brough sous l'équipe d'Écosse     | Matchs internationaux de Danny Brough sous l'équipe d'Écosse | Matchs internationaux de Danny Brough sous l'équipe d'Écosse | Matchs internationaux de Danny Brough sous l'équipe d'Écosse | Matchs internationaux de Danny Brough sous l'équipe d'Écosse | Matchs internationaux de Danny Brough sous l'équipe d'Écosse | Matchs internationaux de Danny Brough sous l'équipe d'Écosse | Matchs internationaux de Danny Brough sous l'équipe d'Écosse | Matchs internationaux de Danny Brough sous l'équipe d'Écosse | Matchs internationaux de Danny Brough sous l'équipe d'Écosse | Matchs internationaux de Danny Brough sous l'équipe d'Écosse | Matchs internationaux de Danny Brough sous l'équipe d'Écosse |
|                                                                  | Date                                                         | Adversaire                                                   | Résultat                                                     | Compétition                                                  | Poste                                                        | Points                                                       | Essais                                                       | Trans.                                                       | Drops                                                        |                                                              |                                                              |
| ---------------------------------------------------------------- | ------------------------------------------------------------ | ------------------------------------------------------------ | ------------------------------------------------------------ | ------------------------------------------------------------ | ------------------------------------------------------------ | ------------------------------------------------------------ | ------------------------------------------------------------ | ------------------------------------------------------------ | ------------------------------------------------------------ | ------------------------------------------------------------ | ------------------------------------------------------------ |
| 1.                                                               | 24 octobre 2004                                              | Pays de Galles                                               | 30-22                                                        | Coupe d'Europe                                               | Demi de mêlée                                                | 10                                                           | 0                                                            | 5                                                            | 0                                                            |                                                              |                                                              |
| 2.                                                               | 29 octobre 2004                                              | Irlande                                                      | 10-43                                                        | Coupe d'Europe                                               | Demi de mêlée                                                | 6                                                            | 0                                                            | 3                                                            | 0                                                            |                                                              |                                                              |
| 3.                                                               | 16 octobre 2005                                              | Pays de Galles                                               | 14-22                                                        | Coupe d'Europe                                               | Demi de mêlée                                                | 8                                                            | 2                                                            | 0                                                            | 0                                                            |                                                              |                                                              |
| 4.                                                               | 23 octobre 2005                                              | Irlande                                                      | 6-12                                                         | Coupe d'Europe                                               | Remplaçant                                                   | 0                                                            | 0                                                            | 0                                                            | 0                                                            |                                                              |                                                              |
| 5.                                                               | 29 octobre 2006                                              | Pays de Galles                                               | 21-14                                                        | Qualifications CM                                            | Demi de mêlée                                                | 5                                                            | 1                                                            | 0                                                            | 1                                                            |                                                              |                                                              |
| 6.                                                               | 4 novembre 2006                                              | Pays de Galles                                               | 16-18                                                        | Qualifications CM                                            | Demi de mêlée                                                | 8                                                            | 0                                                            | 4                                                            | 0                                                            |                                                              |                                                              |
| 7.                                                               | 26 octobre 2008                                              | France                                                       | 18-36                                                        | Coupe du monde                                               | Demi de mêlée                                                | 6                                                            | 0                                                            | 3                                                            | 0                                                            |                                                              |                                                              |
| 8.                                                               | 5 novembre 2008                                              | Fidji                                                        | 18-16                                                        | Coupe du monde                                               | Demi de mêlée                                                | 6                                                            | 0                                                            | 3                                                            | 0                                                            |                                                              |                                                              |
| 9.                                                               | 10 octobre 2010                                              | Pays de Galles                                               | 22-60                                                        | Coupe d'Europe                                               | Demi d'ouverture                                             | 6                                                            | 0                                                            | 3                                                            | 0                                                            |                                                              |                                                              |
| 10.                                                              | 16 octobre 2010                                              | France                                                       | 12-26                                                        | Coupe d'Europe                                               | Demi d'ouverture                                             | 4                                                            | 0                                                            | 2                                                            | 0                                                            |                                                              |                                                              |
| 11.                                                              | 29 octobre 2013                                              | Tonga                                                        | 26-24                                                        | Coupe du monde                                               | Demi d'ouverture                                             | 10                                                           | 0                                                            | 5                                                            | 0                                                            |                                                              |                                                              |
| 12.                                                              | 3 novembre 2013                                              | Italie                                                       | 30-30                                                        | Coupe du monde                                               | Demi d'ouverture                                             | 10                                                           | 0                                                            | 5                                                            | 0                                                            |                                                              |                                                              |
| 13.                                                              | 7 novembre 2013                                              | États-Unis                                                   | 22-8                                                         | Coupe du monde                                               | Demi d'ouverture                                             | 6                                                            | 0                                                            | 3                                                            | 0                                                            |                                                              |                                                              |
| 14.                                                              | 15 novembre 2013                                             | Nouvelle-Zélande                                             | 4-40                                                         | Coupe du monde                                               | Demi d'ouverture                                             | 0                                                            | 0                                                            | 0                                                            | 0                                                            |                                                              |                                                              |
| 15.                                                              | 17 octobre 2014                                              | Pays de Galles                                               | 42-18                                                        | Coupe d'Europe                                               | Demi d'ouverture                                             | 14                                                           | 1                                                            | 5                                                            | 0                                                            |                                                              |                                                              |
| 16.                                                              | 25 octobre 2014                                              | Irlande                                                      | 25-4                                                         | Coupe d'Europe                                               | Demi d'ouverture                                             | 11                                                           | 0                                                            | 5                                                            | 1                                                            |                                                              |                                                              |
| 17.                                                              | 31 octobre 2014                                              | France                                                       | 22-38                                                        | Coupe d'Europe                                               | Demi d'ouverture                                             | 6                                                            | 0                                                            | 3                                                            | 0                                                            |                                                              |                                                              |
| 18.                                                              | 16 octobre 2015                                              | Pays de Galles                                               | 12-18                                                        | Amical                                                       | Demi d'ouverture                                             | 4                                                            | 0                                                            | 2                                                            | 0                                                            |                                                              |                                                              |
| 19.                                                              | 23 octobre 2015                                              | Irlande                                                      | 22-24                                                        | Amical                                                       | Demi d'ouverture                                             | 6                                                            | 0                                                            | 3                                                            | 0                                                            |                                                              |                                                              |
| 21.                                                              | 28 octobre 2016                                              | Australie                                                    | 12-54                                                        | Quatre Nations                                               | Demi d'ouverture                                             | 4                                                            | 0                                                            | 2                                                            | 0                                                            |                                                              |                                                              |
| 22.                                                              | 5 novembre 2016                                              | Angleterre                                                   | 12-38                                                        | Quatre Nations                                               | Demi d'ouverture                                             | 0                                                            | 0                                                            | 0                                                            | 0                                                            |                                                              |                                                              |
| 23.                                                              | 11 novembre 2016                                             | Nouvelle-Zélande                                             | 18-18                                                        | Quatre Nations                                               | Demi de mêlée                                                | 6                                                            | 0                                                            | 3                                                            | 0                                                            |                                                              |                                                              |
| 24.                                                              | 29 octobre 2017                                              | Tonga                                                        | 4-50                                                         | Coupe du monde                                               | Demi d'ouverture                                             | 0                                                            | 0                                                            | 0                                                            | 0                                                            |                                                              |                                                              |
| 25.                                                              | 4 novembre 2017                                              | Nouvelle-Zélande                                             | 6-74                                                         | Coupe du monde                                               | Demi d'ouverture                                             | 0                                                            | 0                                                            | 0                                                            | 0                                                            |                                                              |                                                              |
| Matchs internationaux de Danny Brough sous l'équipe d'Angleterre |                                                              |                                                              |                                                              |                                                              |                                                              |                                                              |                                                              |                                                              |                                                              |                                                              |                                                              |
|                                                                  | Date                                                         | Adversaire                                                   | Résultat                                                     | Compétition                                                  | Poste                                                        | Points                                                       | Essais                                                       | Trans.                                                       | Drops                                                        |                                                              |                                                              |
| 1.                                                               | 4 juillet 2012                                               | Exiles                                                       | 20-32                                                        | International Origin                                         | Demi de mêlée                                                | 4                                                            | 0                                                            | 2                                                            | 0                                                            |                                                              |                                                              |

### En club

#### Statistiques
| Saison | Club                       | Compétition               | Matchs | Points | Essais | Goals | Drops |
| ------ | -------------------------- | ------------------------- | ------ | ------ | ------ | ----- | ----- |
| 2002   | Dewsbury Rams              | Northern Ford Premiership | ?      | ?      | ?      | ?     | ?     |
| 2002   | Dewsbury Rams              | Challenge Cup             | ?      | ?      | ?      | ?     | ?     |
| 2003   | Dewsbury Rams              | National League One       | ?      | ?      | ?      | ?     | ?     |
| 2003   | Dewsbury Rams              | Challenge Cup             | ?      | ?      | ?      | ?     | ?     |
| 2004   | York City Knights          | National League 2         | ?      | ?      | ?      | ?     | ?     |
| 2004   | York City Knights          | Challenge Cup             | 3      | 25     | 3      | 12    | 1     |
| 2005   | Hull FC                    | Super League              | 23     | 129    | 2      | 60    | 1     |
| 2005   | Hull FC                    | Challenge Cup             | 5      | 17     | 0      | 8     | 1     |
| 2006   | Hull FC                    | Super League              | 14     | 54     | 1      | 25    | 0     |
| 2006   | Hull FC                    | Challenge Cup             | 1      | 4      | 0      | 2     | 0     |
| 2006   | Castleford Tigers          | Super League              | 10     | 68     | 1      | 31    | 2     |
| 2007   | Castleford Tigers          | National League 1         | ?      | ?      | ?      | ?     | ?     |
| 2007   | Castleford Tigers          | Challenge Cup             | 1      | 4      | 0      | 1     | 0     |
| 2008   | Wakefield Trinity Wildcats | Super League              | 25     | 188    | 4      | 86    | 0     |
| 2008   | Wakefield Trinity Wildcats | Challenge Cup             | 4      | 58     | 4      | 21    | 0     |
| 2009   | Wakefield Trinity Wildcats | Super League              | 20     | 178    | 9      | 69    | 4     |
| 2009   | Wakefield Trinity Wildcats | Challenge Cup             | 2      | 23     | 1      | 9     | 1     |
| 2010   | Wakefield Trinity Wildcats | Super League              | 6      | 40     | 1      | 18    | 0     |
| 2010   | Huddersfield Giants        | Super League              | 22     | 66     | 5      | 22    | 2     |
| 2010   | Huddersfield Giants        | Challenge Cup             | 2      | 4      | 1      | 0     | 0     |
| 2011   | Huddersfield Giants        | Super League              | 23     | 197    | 8      | 82    | 1     |
| 2011   | Huddersfield Giants        | Challenge Cup             | 3      | 16     | 1      | 6     | 0     |
| 2012   | Huddersfield Giants        | Super League              | 26     | 227    | 6      | 101   | 1     |
| 2012   | Huddersfield Giants        | Challenge Cup             | 4      | 42     | 1      | 19    | 0     |
| 2013   | Huddersfield Giants        | Super League              | 28     | 325    | 9      | 144   | 1     |
| 2013   | Huddersfield Giants        | Challenge Cup             | 3      | 21     | 0      | 10    | 1     |
| 2014   | Huddersfield Giants        | Super League              | 26     | 212    | 3      | 98    | 4     |
| 2014   | Huddersfield Giants        | Challenge Cup             | 1      | 2      | 0      | 1     | 0     |
| 2015   | Huddersfield Giants        | Super League              | 30     | 206    | 5      | 92    | 2     |
| 2015   | Huddersfield Giants        | Challenge Cup             | 1      | 2      | 0      | 1     | 0     |
| 2016   | Huddersfield Giants        | Super League              | 24     | 185    | 6      | 78    | 5     |
| 2016   | Huddersfield Giants        | Challenge Cup             | 2      | 19     | 1      | 6     | 1     |
| 2017   | Huddersfield Giants        | Super League              | 27     | 141    | 4      | 61    | 3     |
| 2018   | Huddersfield Giants        | Super League              | 22     | 126    | 1      | 60    | 2     |
| 2019   | Wakefield Trinity Wildcats | Super League              | 0      | 0      | 0      | 0     | 0     |